# Gebergten in Schotland
Gebergten  in Schotland zijn:
- Southern Uplands
- Galloway Hills
- Lowther Hills
- Monadhliath Mountains

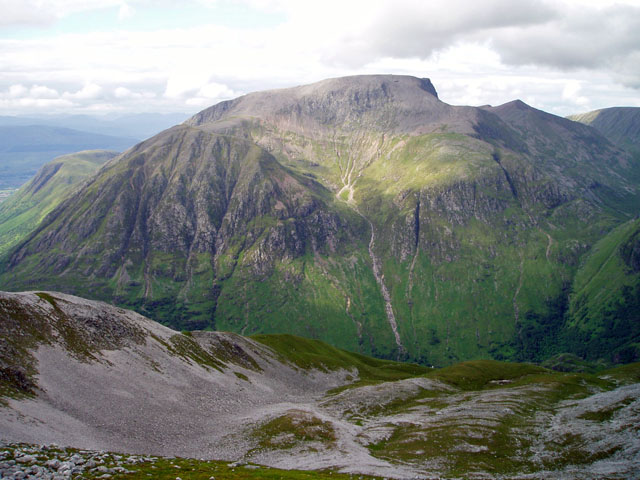
Ben Nevis, hoogste berg van Groot-Brittannië

In de buurt van de Lowther Hills ontspringen de rivieren Clyde en Tweed. 
De rivieren Nith, Annan en Esk monden uit in de Solway Firth. 
Meer naar het oosten liggen de Moorfoot Hills en de Lammermuir Hills, die de begrenzing vormen van de breuklijn Southern Upland Vault. Ten zuiden hiervan ligt het stroomgebied van de Tweed.
De relatief vlakke Central Lowlands worden omringd door de Southern Upland Fault en de Highland Boundary Fault. De valleien en delta’s van de rivieren Clyde, Forth en Tray vormen een vruchtbare strook tussen de Atlantische Oceaan en de Noordzee.
Op de meeste plaatsen komen de Central Lowlands niet boven de 122 meter hoogte uit, uitgezonderd de bergmassieven: 
- Campsie Fells
- Kilpatrick Hills
- Ochil Hills en Sidlaw Hills

De Lothian Plains worden alleen onderbroken door de Pentland Hills, in de buurt van Edinburgh. 
De laaglanden strekken zich verder uit van de rivier de Forth en door tot aan de rivier de Tay. Heuvels als de Bass Rock en de North Berwick Law zijn van vulkanische oorsprong. 
De Trossachs is een gebied met mooie ‘lochs’ en ‘lochans’ (binnenmeertjes), ‘glens’ (valleitjes) en ‘bens’ (bergen). Hier ligt ook het enige ‘lake’ van Schotland, het Lake of Menteith, dat om onbekende redenen eind 19e eeuw een Engelse benaming kreeg. 
De breuklijn Great Glen Fault loopt van de zeearm Loch Linnhe tot aan de Moray Firth en vormt de afscheiding tussen de Grampian Mountains en de North West Highlands. 
De Great Glen is een 150 kilometer lange scheur in de aardkorst en grotendeels gevuld met meren. 
Als een lint liggen hier in het kaarsrechte dal: 
- Loch Ness (meer)
- Loch Lochy
- Loch Linnhe

De Cairngorms beslaan een uitgestrekt gebied dat boven de 1067 meter ligt, met de bergtoppen:
- Cairn Gorm (1245 m)
- Ben Macdui (1309 m)
- Braeriach (1295 m)

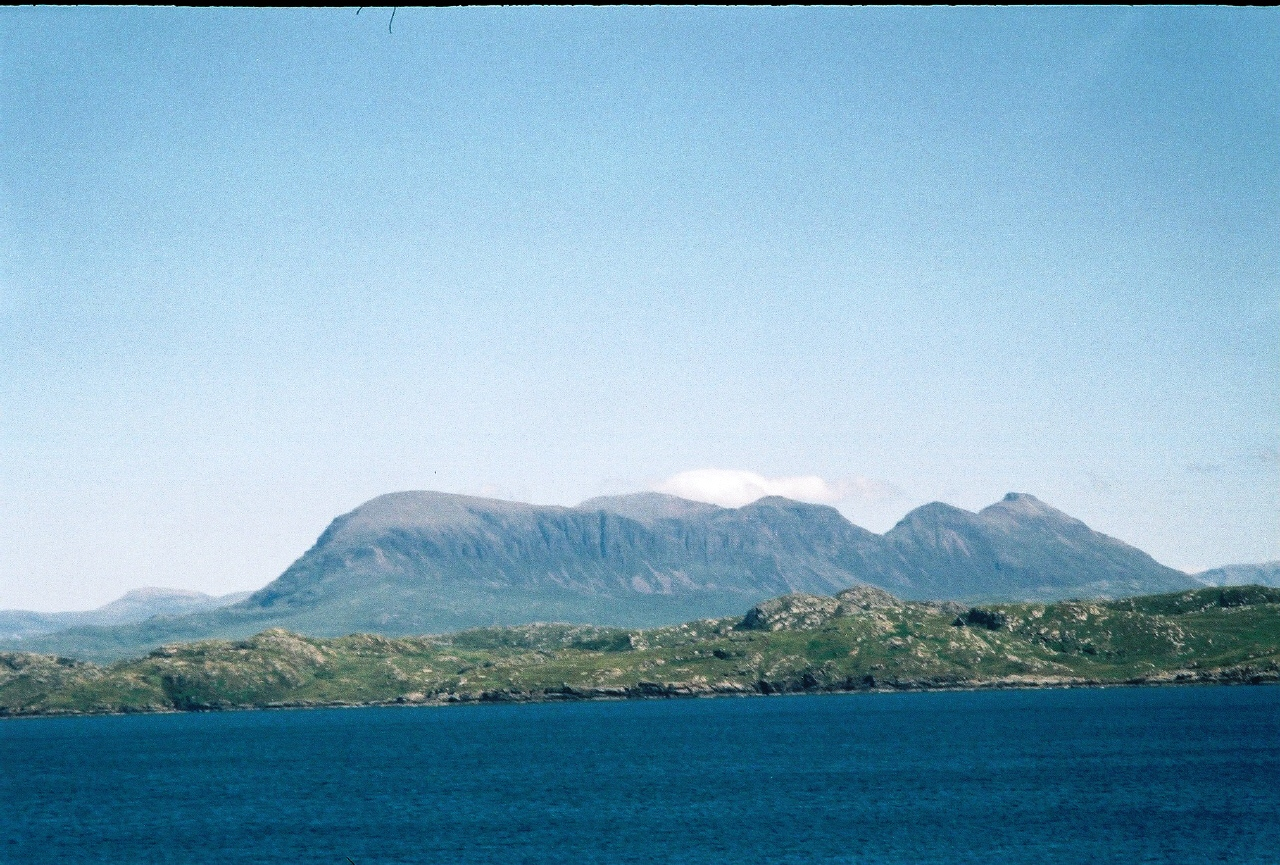
Quinag

In het gebied van de Monadhliath Mountains liggen een aantal hoge toppen: 
- Ben Lawers (1214 m)
- Ben Nevis (1344 m), de hoogste berg van geheel Groot-Brittannië.

Ook liggen hier de zoetwatermeren Loch Lomond (met een oppervlakte van 71 km² het grootste landinwaarts gelegen water van Groot-Brittannië), Loch Katrine, Loch Awe en Loch Tay, en de grootste rivieren van Schotland: Spey, Tay, Dee en Don.
De ruige hooglanden ten noorden en westen van de Great Glen Fault hebben maar een gemiddelde hoogte van 610 meter, onderbroken door enkele spectaculaire bergtoppen:
- Suilven (731 m)
- Canisp (846 m)
- Quinag (808 m)
- Ben Hope (927 m)
- Ben Loyal (764 m)